# Sarkofag dogmatyczny
Sarkofag dogmatyczny (wł. Sarcofago dogmatico) – pochodzący z IV wieku sarkofag wczesnochrześcijański. Znajduje się w Museo Pio Cristiano, części Muzeów Watykańskich w Watykanie.
Sarkofag został odnaleziony w 1838 roku pod ołtarzem w bazylice św. Pawła za Murami. Datowany jest na około 330–340 rok. Nazwę swą zawdzięcza dostrzegalnym w dekoracji odniesieniom do dogmatyki pierwszego soboru nicejskiego, zwłaszcza do dogmatu stwierdzającego współistotność osób Jezusa Chrystusa i Boga Ojca, zaznaczoną w scenie stworzenia Ewy. Sarkofag wykonano z białego marmuru. Jego skrzynia ma wymiary 131×267×145 cm, pokrywa zaś 30×273×148 cm.
Centralną część zdobiącego front sarkofagu reliefu stanowi umieszczony w środkowej części górnego fryzu medalion z niewykończonym portretem zmarłych małżonków, podtrzymywany po bokach przed dwa uskrzydlone aniołki. Górny rząd (rejestr) reliefu rozpoczyna od lewej strony scena początku ludzkości. Ukazano na nim Trójcę Świętą upersonifikowaną jako trzech identycznie uczesanych i odzianych mężczyzn z zarostem. Bóg Ojciec siedzi na tronie, stwarzając z ciała leżącego u jego stóp Adama Ewę, której stojący przed nim Syn Boży kładzie rękę na głowę. Za tronem stoi natomiast Duch Święty. Dalej po prawej znajduje się stojący między Adamem i Ewą Jezus, ukazany jako młody mężczyzna trzymający w rękach kłosy zboża i jagnię, zaś na prawo od nich drzewo poznania dobra i zła z owiniętym wokół niego wężem. W prawej części górnego rzędu reliefu ukazano sceny cudu w Kanie Galilejskiej i rozmnożenia chleba, będące symbolicznym nawiązaniem do Eucharystii. Od prawej zamyka ją scena wskrzeszenia Łazarza.
Dolny fryz reliefu rozpoczyna od lewej scena pokłonu Trzech Króli. Królowie odziani są w krótkie tuniki i czapki frygijskie. Przed nimi znajduje się siedząca na tronie Maria, trzymająca na rękach małego Jezusa. Jeden z króli uniesioną w górę ręką wskazuje na Gwiazdę Betlejemską. Kolejne sceny znajdujące się na prawo ukazują kolejno uzdrowienie niewidomego w Betsaidzie, Daniela w jaskini lwów i przynoszącego mu pożywienie Habakuka oraz trzy sceny z życia apostoła Piotra: zaparcie się Jezusa, aresztowanie i cudowne wydobycie źródła ze skały podczas pobytu w Więzieniu Mamertyńskim.
Relief z sarkofagu dogmatycznego zawiera jeden z najbardziej złożonych programów ikonograficznych w sztuce wczesnochrześcijańskiej. Według Luciano De Bruyne’a lewa część fryzu odnosi się do Chrystusa jako Światłości świata, zaś prawa do Kościoła niosącego tę światłość ludzkości. Friedrich Gerke zwrócił uwagę na współgrające ze sobą zestawienia scen: cud w Kanie i rozmnożenie chleba połączono ze wskrzeszeniem Łazarza jako wskazanie, iż Eucharystia daje życie wieczne. Analogicznie współgrają umieszczona jedna nad drugą sceny stworzenia ludzkości i pokłonu mędrców: przynosząca śmierć Ewa i tronująca Maryja jako druga Ewa dająca życie oraz dający życie doczesne Adam i nowo narodzony Jezus jako drugi Adam – wcielone Słowo Boże, dające życie wieczne.